# Hypsioma aristonia
Hypsioma aristonia är en skalbaggsart som beskrevs av Dillon 1945. Hypsioma aristonia ingår i släktet Hypsioma och familjen långhorningar. Inga underarter finns listade i Catalogue of Life.